# Лонже, Франсуа-Ахилл
Франсуа-Ахилл Лонже (фр. François-Achille Longet; 25 мая 1811, Сен-Жермен-ан-Ле — 20 апреля 1871, Бордо) — французский анатом и физиолог, педагог, профессор, доктор медицины (с 1835). Пионер в области экспериментальной физиологии.

## Биография
Медицину изучал в Парижском университете, ученик одного из основателей экспериментальной медицины Франсуа Мажанди. В 1853 году занял кафедру физиологии на факультете медицины в Париже, профессор. Одним из наиболее известных его учеников был немецкий физиолог Мориц Шифф (1823—1896).
В 1836 года занялся физиологией и обогатил её рядом замечательных исследований и открытий, например, строение спинного мозга и его роль в отношении к чувствительности и движению, действие электричества на нервную систему, о существовании смешанных нервов, о классификации черепных нервов, о мышечной раздражительности и т. д. Известен своими исследованиями Вегетативной нервной системы.
Первым, в 1841 году, указал, что серые пучки bulbe rachidien являются главным двигателем при дыхании. Точно так же напечатал интересные исследования о эмфиземе лёгких, о голосе, о составе слюны, о влиянии вдыханий эфира на нервную систему и пр.
Вместе с Жаном Пьером Флурансом (1794—1867) провёл первые эксперименты по влиянию эфира и хлороформа на центральную нервную систему лабораторных животных.
Работы Лонже были опубликованы в «Comptes rendus de l’Académie des sciences», в «Annales des sciences nat.», в «Archive medico-psychol.». В 1842 году он выпустил свой знаменитый труд «Traité d’anatomie et de physiologie du système nerveux de l’homme et des animaux vertébrés». В 1850—1852 годах появилось его «Traité de phisiologie», выдержавшее несколько изданий.